# Arteria profunda femoris

Schematische Darstellung der Arterien des Oberschenkels

Die Arteria profunda femoris oder Arteria femoralis profunda („tiefe Oberschenkelarterie“) ist eine Arterie der unteren Extremität. Sie verlässt die Arteria femoralis unterhalb des Leistenbandes. Sie verläuft anschließend in die Tiefe zwischen der Streck- und Adduktionsmuskulatur des Oberschenkels.
Äste der Arteria profunda femoris sind:
- Aa. perforantes, die insbesondere die Muskulatur der Oberschenkelbeugeseite versorgen.
- Arteria circumflexa femoris lateralis und medialis, die den Hüftkopf versorgen und Anastomosen zur Arteria circumflexa ilium superficialis darstellen.